# Джин Екер
Джин Екер (при народженні Герріет Екер, англ. Jean Acker; 23 жовтня 1893, Трентон, Нью-Джерсі — 16 серпня 1978, Лос-Анджелес, Каліфорнія) — американська акторка, в основному знімалася в епоху німого кіно. Прославилася бурхливим особистим життям.

## Життєпис
Герріет Екер народилася на фермі в Нью-Джерсі. Її батько Йосип Екерс, як кажуть, походив з черокі. Її мати Маргарет була ірландкою. Вчилася у семінарії Святої Марії в Спрінгфілді. Акторську кар'єру почала з водевілів, поки не переїхала до Каліфорнії в 1919 році, де стала зніматися в кіно. Екер з'явилася в численних фільмах протягом 1910-х і 1920-х, але на початку 1930-х років її кар'єра не склалася, вона грала лише епізодичні ролі й в титрах, як правило, не значилася.

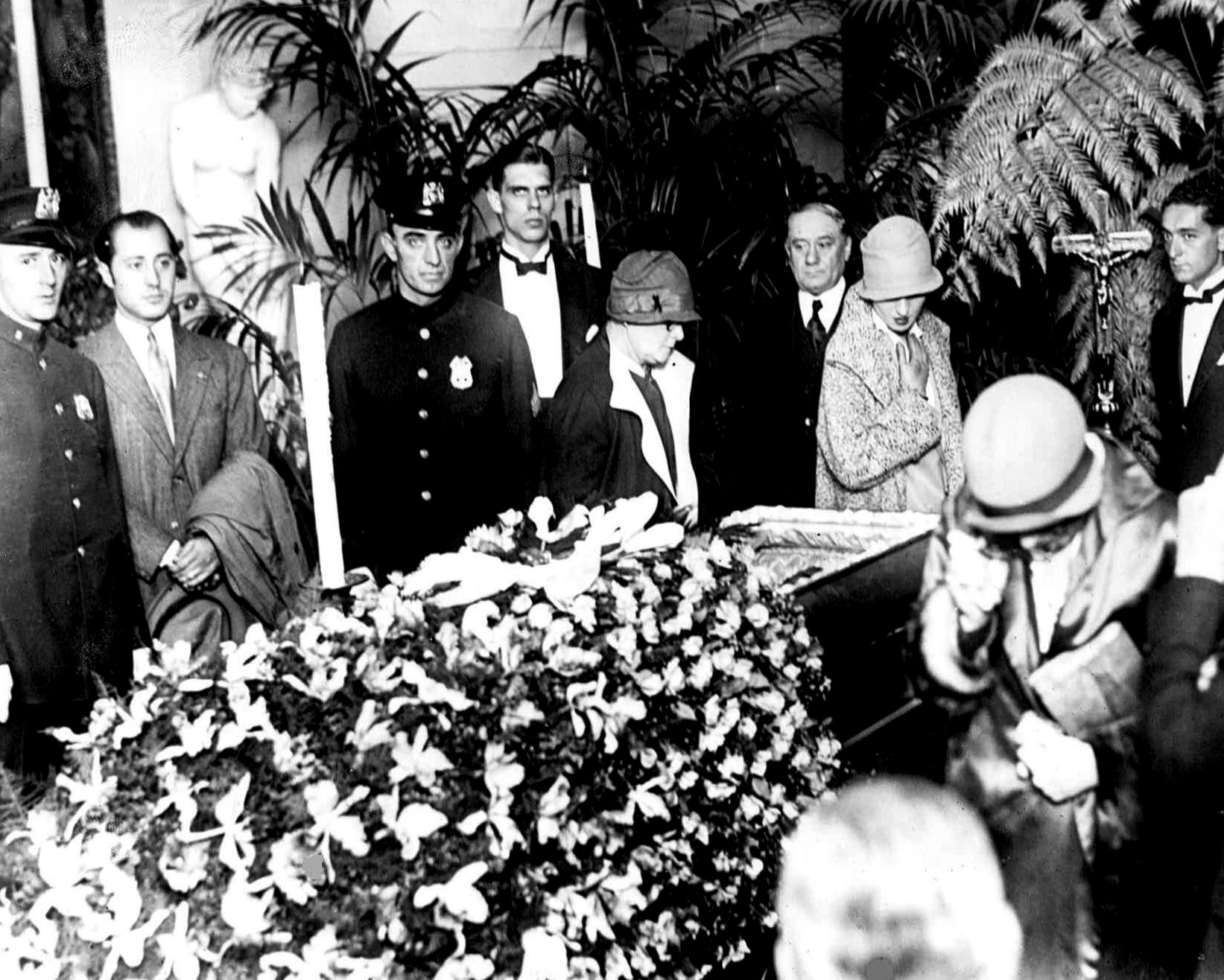
Екер на похоронах Валентіно (1926)

У 1919 році Екер переїхала до Каліфорнії і стала коханкою й протеже акторки Алли Назімової, завдяки якій змогла укласти з кіностудією контракт на дві сотні доларів на тиждень. Водночас в Екер зав'язався роман з менш відомою акторкою Грейс Дармонд. Прагнучи вирватися з любовного трикутника, Екер 6 листопада 1919 року несподівано одружилася з малознайомим актором Рудольфом Валентіно. В першу шлюбну ніч подружжя розійшлося, Екер переїхала до Грейс Дармонд, за чутками Валентіно просив її повернутися, але, зустрівши відмову, завів роман з Наташею Рамбовою. Через два роки Екер і Валентіно скандально розлучилися, при цьому Екер відсудила право називатися «місис Рудольф Валентіно», оскільки ім'я Валентіно до цього часу було широко відоме в кіноіндустрії. Довгий час вони мали напружені відносини, але помирилися незадовго до смерті Валентіно в 1926 році.
Після розлучення з Валентіно в 1923 році Екер була заручена з Маркізом Луїсом де Безаном у Сандовалі Іспанії. У 1930 році, після того, як вона втратила свій статок через обвал фондового ринку в 1929 році, вона подала в суд на Вільяма Делаханті, стверджуючи, що він погодився виплатити їй 18 400 дол. на рік, якщо вона залишить кар'єру в кіно. Одружений політик заперечував, що робив таку обіцянку, але зізнався, що витратив тисячі доларів на Екер. 
Джин Екер померла від природних причин в 1978 році у віці 84 років, похована на католицькому цвинтарі Святого Хреста у Калвер-Сіті, штат Каліфорнія.

## Вибрана фільмографія
| Рік  | Українська назва              | Оригінальна назва            | Роль                  |
| ---- | ----------------------------- | ---------------------------- | --------------------- |
| 1913 | Людина за межею               | The Man Outside              | Гелен Латтімор        |
| 1913 | У владі жінок                 | In a Woman's Power           | Марселла (дружина)    |
| 1913 | Немовля Бобі                  | Bob's Baby                   | кузина Бобі           |
| 1913 | Відважний альпініст           | The Daredevil Mountaineer    |                       |
| 1915 | Ви масон?                     | Are You a Mason?             | другорядна роль       |
| 1919 | Ніколи не говори вийди        | Never Say Quit               | спокусниця            |
| 1919 | Ломбарді, ТОВ                 | Lombardi, Ltd.               | Дейзі                 |
| 1919 | Чекерс                        |                              |                       |
| 1920 | Підсумок новин                | The Round-Up                 | Поллі Гоп             |
| 1921 | Мільйони Брюстера             | Brewster's Millions          | Барбара Дрю           |
| 1922 | Її власні гроші               | Her Own Money                | Рут Олден             |
| 1925 | Хоробре серце                 | Braveheart                   | другорядна роль       |
| 1927 | Гніздо                        | The Nest                     | Белла Медісон         |
| 1933 | Сентиментальна співачка       | Torch Singer                 | другорядна роль       |
| 1934 | Викрадена дитина міс Фейн     | Miss Fane's Baby Is Stolen   | подруга міс Фейн      |
| 1935 | Дами більше не потрібно       | No More Ladies               | незначна роль         |
| 1936 | Сан-Франциско                 | San Francisco                | незначна роль         |
| 1937 | Вок 1938 року                 | Vogues of 1938               | другорядна роль       |
| 1939 | Гарні дівчата їдуть в Париж   | Good Girls Go to Paris       | другорядна роль       |
| 1940 | Моя кохана дружина            | My Favorite Wife             | випадковий свідок     |
| 1942 | Обов'язок молодої леді        | Obliging Young Lady          | кузина                |
| 1944 | Тонка людина їде додому       | The Thin Man Goes Home       | Тарт                  |
| 1945 | Заворожений                   | Spellbound                   | Матрон                |
| 1946 | Це дивовижне життя            | It's a Wonderful Life        | горожанка             |
| 1947 | Небезпечні пригоди Поліни     | The Peril of Pauline         | операторка комутатора |
| 1948 | Хіба це не романтично?        | Isn't It Romantic?           | містянка              |
| 1951 | Шлюбний сезон                 | The Mating Season            | гостя на вечірці      |
| 1952 | Заради цього варто жити       | Something to Live For        | дружина               |
| 1955 | Як бути дуже, дуже популярним | How to Be Very, Very Popular | другорядна роль       |